# Лонні-о-Перш
Лонні́-о-Перш (фр. Longny-au-Perche) — колишній муніципалітет у Франції, у регіоні Нормандія, департамент Орн. Населення — 1493 осіб (2011).
Муніципалітет був розташований на відстані близько 125 км на захід від Парижа, 110 км на південний схід від Кана, 50 км на схід від Алансона.

## Історія
До 2015 року муніципалітет перебував у складі регіону Нижня Нормандія. Від 1 січня 2016 року належав до нового об'єднаного регіону Нормандія.
1 січня 2016 року Лонні-о-Перш, Ла-Ланд-сюр-Ер, Малетабль, Маршенвіль, Монсо-о-Перш, Мулісан, Неї-сюр-Ер i Сен-Віктор-де-Рено було об'єднано в новий муніципалітет Лонні-ле-Віллаж.

## Демографія
Динаміка населення (Insee ):
Розподіл населення за віком та статтю (2006):
| Стать | Всього | До 15 років | 15-24 | 25-44 | 45-64 | 65-85 | Понад 85 |
| --- | ------ | ----------- | ----- | ----- | ----- | ----- | -------- |
| Чоловіки | 732    | 112         | 76    | 156   | 260   | 104   | 24       |
| Жінки | 868    | 124         | 72    | 124   | 256   | 216   | 76       |
| \| Статево-вікова піраміда \| Статево-вікова піраміда \| Статево-вікова піраміда \| \| ----------------------- \| ----------------------- \| ----------------------- \| \| Чоловіки \| Вік \| Жінки \| \| 24 \| 85 + \| 76 \| \| 20 \| 80-84 \| 56 \| \| 24 \| 75-79 \| 52 \| \| 28 \| 70-74 \| 76 \| \| 32 \| 65-69 \| 32 \| \| 60 \| 60-64 \| 44 \| \| 72 \| 55-59 \| 96 \| \| 68 \| 50-54 \| 68 \| \| 60 \| 45-49 \| 48 \| \| 32 \| 40-44 \| 36 \| \| 44 \| 35-39 \| 52 \| \| 48 \| 30-34 \| 20 \| \| 32 \| 25-29 \| 16 \| \| 20 \| 20-24 \| 24 \| \| 56 \| 15-20 \| 48 \| \| 36 \| 10-14 \| 48 \| \| 32 \| 5-9 \| 44 \| \| 44 \| 0-4 \| 32 \| |        |             |       |       |       |       |          |
| Статево-вікова піраміда |        |             |       |       |       |       |          |
| Чоловіки | Вік    | Жінки       |       |       |       |       |          |
| 24 | 85 +   | 76          |       |       |       |       |          |
| 20 | 80-84  | 56          |       |       |       |       |          |
| 24 | 75-79  | 52          |       |       |       |       |          |
| 28 | 70-74  | 76          |       |       |       |       |          |
| 32 | 65-69  | 32          |       |       |       |       |          |
| 60 | 60-64  | 44          |       |       |       |       |          |
| 72 | 55-59  | 96          |       |       |       |       |          |
| 68 | 50-54  | 68          |       |       |       |       |          |
| 60 | 45-49  | 48          |       |       |       |       |          |
| 32 | 40-44  | 36          |       |       |       |       |          |
| 44 | 35-39  | 52          |       |       |       |       |          |
| 48 | 30-34  | 20          |       |       |       |       |          |
| 32 | 25-29  | 16          |       |       |       |       |          |
| 20 | 20-24  | 24          |       |       |       |       |          |
| 56 | 15-20  | 48          |       |       |       |       |          |
| 36 | 10-14  | 48          |       |       |       |       |          |
| 32 | 5-9    | 44          |       |       |       |       |          |
| 44 | 0-4    | 32          |       |       |       |       |          |

## Економіка
2010 року серед 817 осіб працездатного віку (15—64 років) 587 були активними, 230 — неактивними (показник активності 71,8%, у 1999 році було 74,1%). З 587 активних мешканців працювало 517 осіб (274 чоловіки та 243 жінки), безробітними було 70 (34 чоловіки та 36 жінок). Серед 230 неактивних 52 особи були учнями чи студентами, 100 — пенсіонерами, 78 були неактивними з інших причин.

У 2010 році в муніципалітеті числилось 688 оподаткованих домогосподарств, у яких проживали 1439,5 особи, медіана доходів виносила 15 509 євро на одного особоспоживача